# Patrick Willis
Patrick L. Willis (født 25. januar 1985 i Bruceton, Tennessee, USA) er en amerikansk football-spiller, der spiller som linebacker for NFL-holdet San Francisco 49ers. Han har spillet for holdet hele sin NFL-karriere, startende i 2007.
Willis' præstationer er syv gange blevet belønnet med udtagelse til NFL's All-Star kamp, Pro Bowl.

## Klubber
- 2007-: San Francisco 49ers